# ヴィゴーネ
ヴィゴーネ（伊: Vigone）は、イタリア共和国ピエモンテ州トリノ県にある、人口約5,100人の基礎自治体（コムーネ）。

## 地理

### 位置・広がり

#### 隣接コムーネ
隣接するコムーネは以下の通り。
- ブリアスコ
- カヴール
- チェルチェナスコ
- マチェッロ
- パンカリエーリ
- ヴィッラフランカ・ピエモンテ
- ヴィルレ・ピエモンテ

## 行政

### 分離集落
ヴィゴーネには、以下の分離集落（フラツィオーネ）がある。
- Quintanello, Gunia ,Trepellice, Zucchea

## 姉妹都市
- Cañada Rosquín、アルゼンチン